# 紙上城市 (小說)
《紙上城市》（英語：Paper Towns）是一部由約翰·葛林撰寫的小說，並在2008年10月16日由Dutton Books出版。改編電影於2015年7月24日上映。

## 改編電影
該片為傑克·史崔爾執導，並在2015年7月24日上映。

## 其他版本
小說的平裝本於2009年9月22日發布。這本書也於2010年5月3日由布鲁姆斯伯里出版社在英國推出。